# Buteo
Buteo es un género de aves accipitriforme de la familia Accipitridae de tamaño mediano, con un cuerpo robusto y fuertes alas. En España se conocen vulgarmente como ratoneros y busardos y en Hispanoamérica se les llama comúnmente gavilanes.

## Especies en orden taxonómico
El género Buteo incluye las siguientes especies:
- Buteo plagiatus (Schlegel, 1862) – busardo gris norteño;
- Buteo nitidus (Latham, 1790) – busardo gris meridional;
- Buteo lineatus (Gmelin, JF, 1788) – busardo de hombros rojos;
- Buteo ridgwayi (Cory, 1883) – busardo de la Española;
- Buteo platypterus (Vieillot, 1823) – busardo aliancho;
- Buteo albigula Philippi, 1899 – busardo gorgiblanco;
- Buteo brachyurus Vieillot, 1816 – busardo de cola corta;
- Buteo solitarius Peale, 1849 – busardo hawaiano;
- Buteo swainsoni Bonaparte, 1838 – busardo chapulinero;
- Buteo galapagoensis (Gould, 1837) – busardo de las Galápagos;
- Buteo albonotatus Kaup, 1847 – busardo aura;
- Buteo jamaicensis (Gmelin, JF, 1788) – busardo colirrojo;
- Buteo ventralis Gould, 1837 – busardo patagón;
- Buteo regalis (Gray, GR, 1844) – busardo herrumbroso;
- Buteo lagopus (Pontoppidan, 1763) – busardo calzado;
- Buteo hemilasius Temminck & Schlegel, 1844 – busardo mongol;
- Buteo japonicus Temminck & Schlegel, 1844 – busardo japonés;
- Buteo burmanicus Hume, 1875 – busardo del Himalaya;
- Buteo rufinus (Cretzschmar, 1829) – busardo moro;
- Buteo bannermani Swann, 1919 – busardo de Cabo Verde;
- Buteo socotraensis Porter & Kirwan, 2010 – busardo de Socotra;
- Buteo buteo (Linnaeus, 1758) – busardo ratonero;
- Buteo trizonatus Rudebeck, 1957 – busardo de El Cabo;
- Buteo oreophilus Hartert & Neumann, 1914 – busardo montañés;
- Buteo archeri Sclater, WL, 1918 – busardo augur somalí;
- Buteo auguralis Salvadori, 1865 – busardo cuellirrojo;
- Buteo brachypterus Hartlaub, 1860 – busardo malgache;
- Buteo augur (Rüppell, 1836) – busardo augur oriental;
- Buteo rufofuscus (Forster, JR, 1798) – busardo augur meridional.

## Especies fósiles en América
- Buteo fluviaticus (Brule Oligoceno Medio, de Wealt County, USA)
- Buteo grangeri (Brule Oligoceno Medio)
- Buteo antecursor (Brule Oligoceno Tardío)
- ?Buteo sp. (Brule Oligoceno Tardío, de Washington County, USA)
- Buteo ales (Agate capas de fósiles del Mioceno Temprano, de Sioux County, USA) - antes Geranospiza
- Buteo typhoius (Olcott Temprano -? Mioceno Tardío, de Sioux County, USA)
- Buteo contortus (Snake Creek Mioceno Tardío, de Sioux County, USA) - antes Geranoaetus
- Buteo conterminus (Snake Creek Mioceno Tardío/Plioceno Temprano, de Sioux County, USA) - antes  Geranoaetus
- Buteo musculosus (Mioceno de Argentina) - antes  Thegornis
- Buteo sp. (Mioceno Tardío/Plioceno Temprano, de Lee Creek Mine, USA)
- Buteo sp. (Mioceno de Chile)